# Василь Курилів
Василь Курилів (англ. Wasyl (Action Bill) Kuryliw; 1911, або 1905, село Поточище, нині Городенківського району Івано-Франківської області — 5 березня 2004, Садбері, Онтаріо) — канадський громадський діяч і меценат українського походження. Свекор Валентини Курилів.

## Життєпис
Народився у селі Поточище. Отримав три класи освіти.
Емігрував до Канади 1928 року фактично без грошей. Учителював.
У 1936 році одружився з Анною Заболотною (1910—2001). Вступив до Українського Національного Об'єднання.
Фінансово підтримував тижневик «Новий шлях» та щомісячник «Нові дні». Також жертвував на українські установи, зокрема й фундацію ім. Т. Шевченка.
У 1988 році разом з дружиною заснував фонд при Альбертському університеті, який надавав стипендії імені І. Франка аспірантам-фольклористам.
Помер 5 березня 2004 року в Садбері.

## Сім'я
Діти: син Ігор, дочки Оксана та Соня.

## Пам'ять
У 2017 році вийшов документальний фільм «Глави та вірші», в основі якого життєвий шлях діяча. Режисером виступила одна з дочок (Оксана). Фільм демонструвався в Українському музеї Канади (відділення Онтаріо) і у фольклорному центрі Куле за сприяння Канадського інституту українських студій при Альбертському університеті.